# Slovinsko na Letních olympijských hrách 2020
Slovinsko na Letních olympijských hrách 2020 reprezentovalo 54 sportovců ve 14 sportech.

## Medailisté
| Medaile | Jméno             | Sport                     | Disciplína                     | Datum        |
| ------- | ----------------- | ------------------------- | ------------------------------ | ------------ |
| Zlato   | Benjamin Savšek   | Kanoistika (vodní slalom) | Muži C1 vodní slalom           | 26. července |
| Zlato   | Primož Roglič     | Silniční cyklistika       | Muži časovka                   | 28. července |
| Zlato   | Janja Garnbretová | Sportovní lezení          | Ženy kombinace                 | 6. srpna     |
| Stříbro | Tina Trstenjaková | Judo                      | Ženy polostřední váha          | 27. července |
| Bronz   | Tadej Pogačar     | Silniční cyklistika       | Muži závod s hromadným startem | 24. července |

## Reprezentanti dle sportů

### Atletika
- Maja Mihalinec Zidar
- Tina Šutej
- Maruša Mišmaš Zrimšek
- Kristjan Čeh
- Luka Janežič
- Klara Lukan
- Anita Horvat

### Gymnastika
- Jekaterina Vedenejeva

### Golf
- Pia Babnik

### Jachting
- Tina Mrak
- Veronika Macarol
- Žan Luka Zelko

### Judo
- Maruša Štangar
- Kaja Kajzer
- Tina Trstenjaková
- Ana Velenšek
- Adrian Gomboc

### Kanoistika
- Peter Kauzer
- Benjamin Savšek
- Alja Kozorog
- Eva Terčelj
- Špela Ponomarenko Janić
- Anja Osterman

### Cyklistika
- Tadej Pogačar
- Primož Roglič
- Jan Polanc
- Jan Tratnik
- Eugenia Bujak
- Tanja Žakelj

### Basketbal
- Luka Dončić
- Klemen Prepelič
- Gregor Horvat
- Žiga Dimec
- Jaka Blažič
- Luka Rupnik
- Aleksej Nikolić
- Zoran Dragić
- Vlatko Čančar
- Jakob Čebašek
- Mike Tobey
- Edo Murić

### Lukostřelba
- Žiga Ravnikar

### Stolní tenis
- Darko Jorgič
- Bojan Tokić
- Deni Kožul
- Peter Hribar

### Plavání
- Katja Fain
- Janja Šegel
- Martin Bau
- Špela Perše

### Sportovní lezení
- Janja Garnbretová
- Mia Krampl

### Střelba
- Živa Dvoršak

### Taekwondo
- Ivan Trajković